# .mil
 For alternative betydninger, se Mil (flertydig). (Se også artikler, som begynder med Mil)
.mil er et generisk topdomæne, der er reserveret til det amerikanske forsvar.
Domænet blev oprettet i 1985.
| Generiske topdomæner | Spire Denne artikel om generiske topdomæner er en spire som bør udbygges. Du er velkommen til at hjælpe Wikipedia ved at udvide den. |